# Pachylioides resumens
Pachylioides resumens är en fjärilsart som beskrevs av Walker 1856. Pachylioides resumens ingår i släktet Pachylioides och familjen svärmare. Inga underarter finns listade i Catalogue of Life.

## Bildgalleri

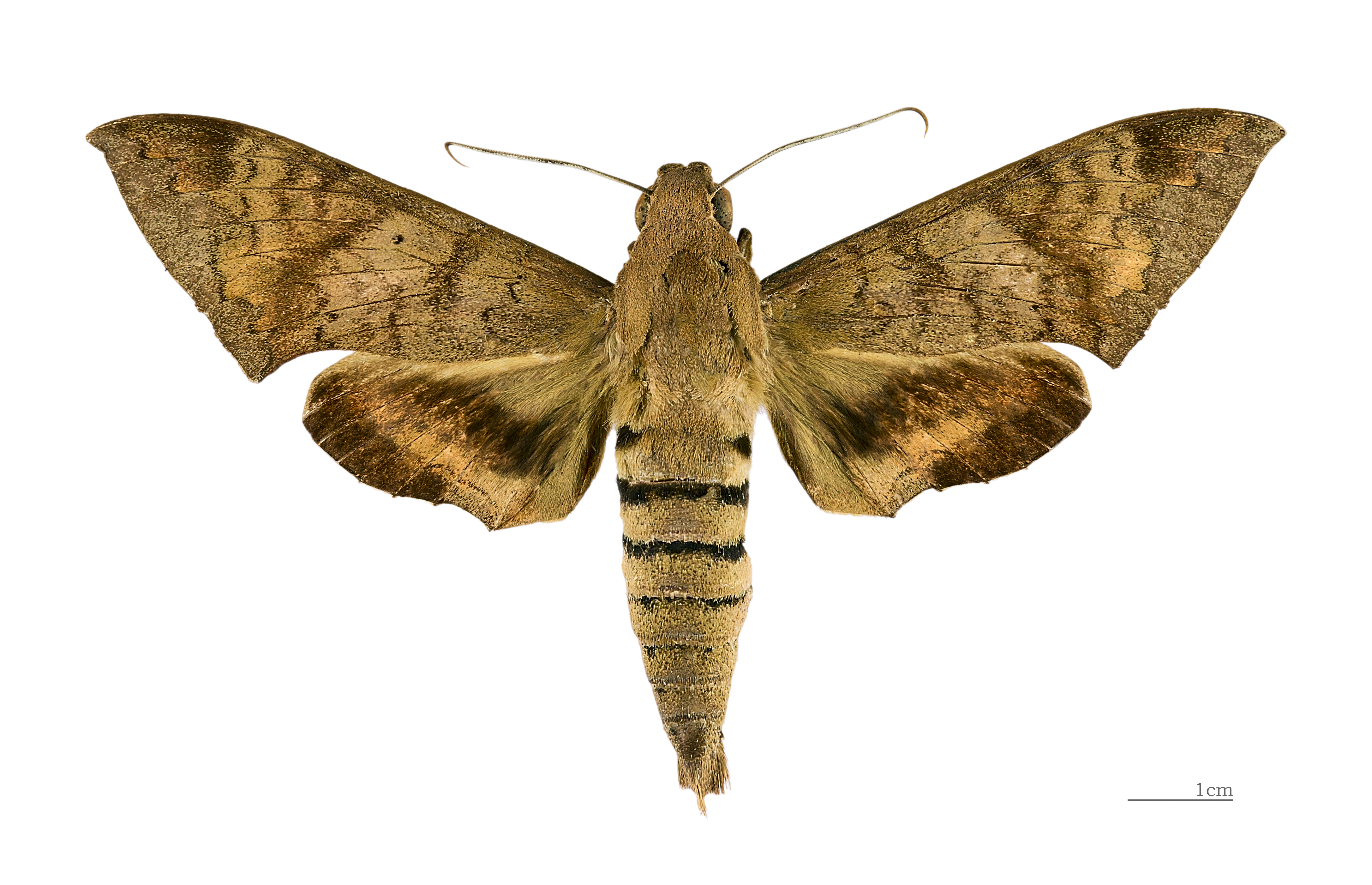
Pachylioides resumens ♂
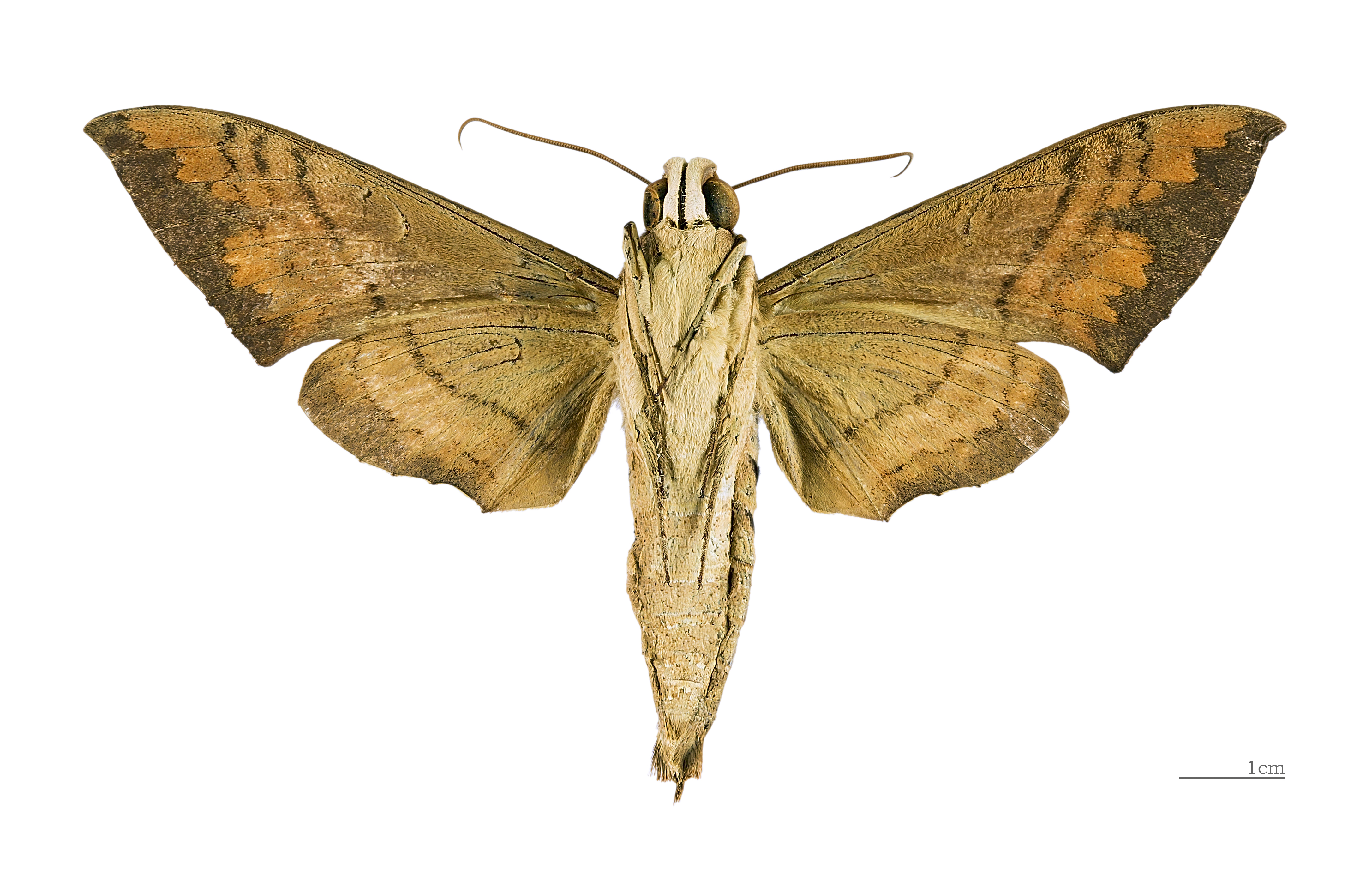
Pachylioides resumens ♂   △
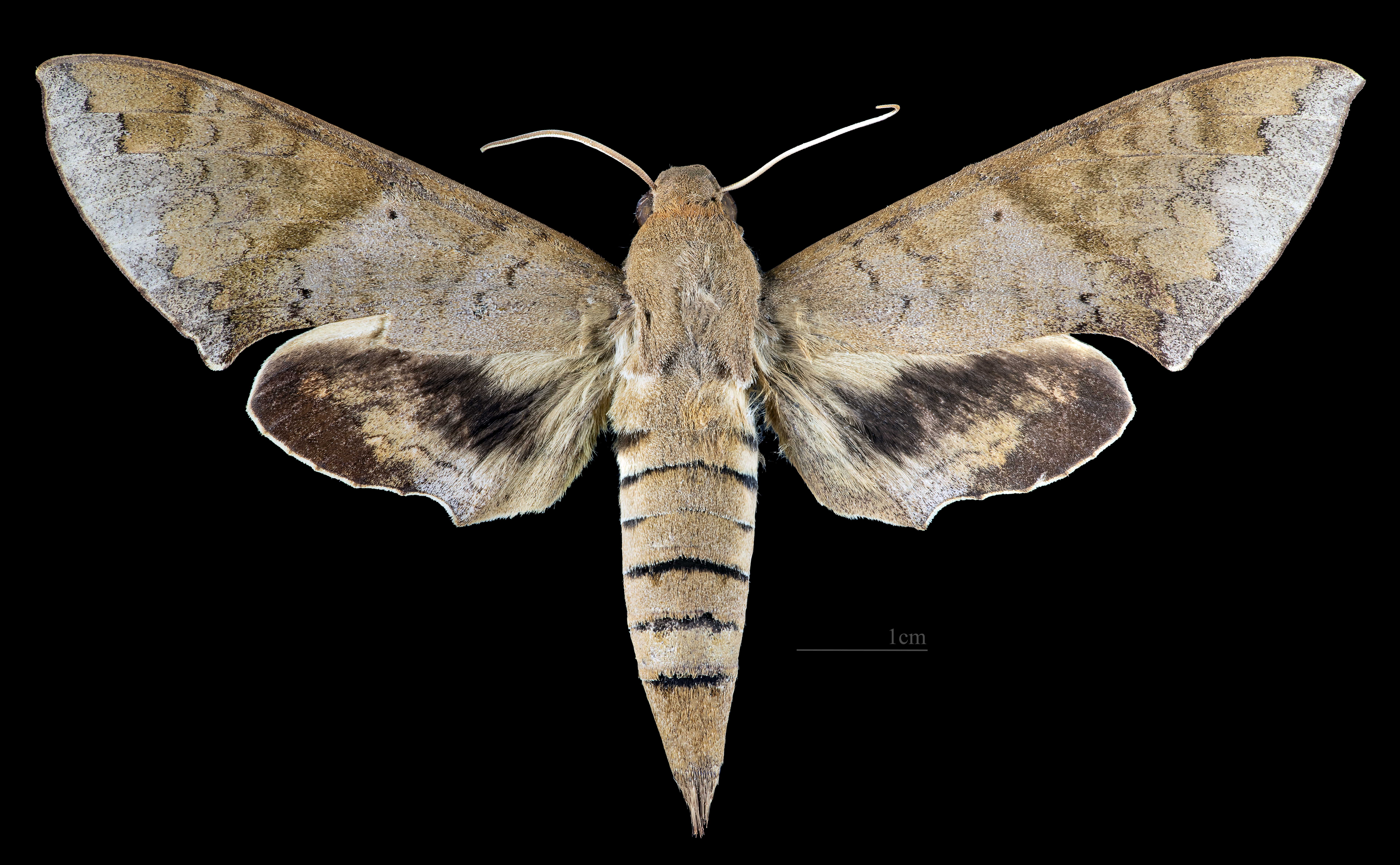
Pachylioides resumens   ♀
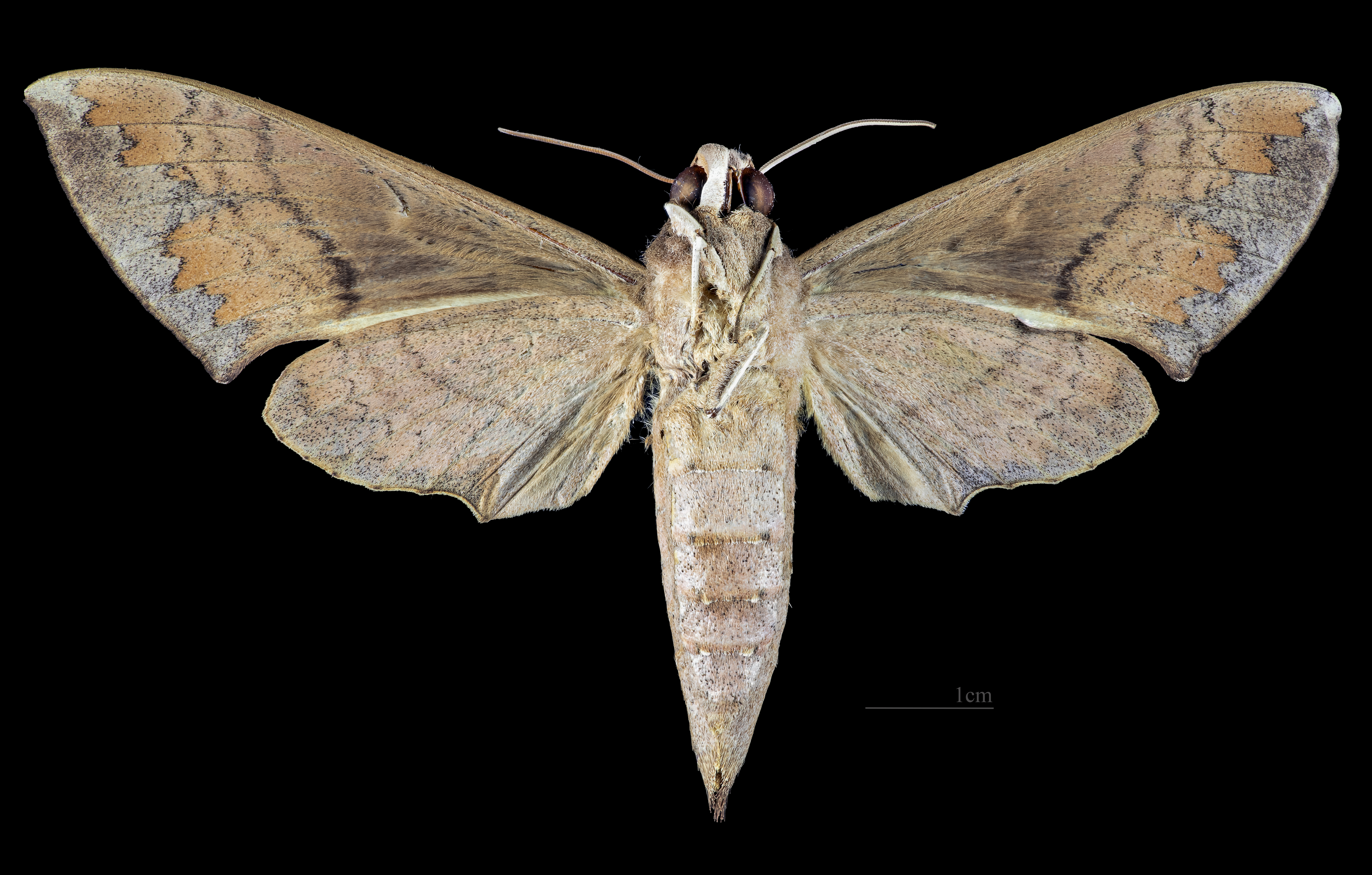
Pachylioides resumens ♀ △